# جورج إيفانز (مغني)
جورج إيفانز هو مغني كندي، ولد في 23 يناير 1963 في بلومنغتون في الولايات المتحدة.

## وصلات خارجية
- جورج إيفانز على موقع ميوزك برينز (الإنجليزية)